# Legami (Prozac+)
Legami / Niki è un singolo promozionale dei Prozac+, pubblicato nel 1996 su 7" in vinile blu dalla Vox Pop.

## Il singolo
All'interno del disco sono presenti due brani: Legami (Leccami Version), che è una rivisitazione di Legami, dove al posto della parola "legami" viene cantata la parola "leccami". La seconda canzone presente è Niki, che parla di una persona drogata.

## Tracce
1. Legami (Leccami Version) – 3:04
2. Niki – 3:30